# مهاجران مغولستانی
مهاجران مغولستانی، به مردم تبعهٔ کشور مغولستان گفته می‌شود که از این کشور بیرون رفته و به کشورهای دیگر مهاجرت کرده‌اند.